# SDS 1984
SDS 1984, a cui ci si riferisce spesso con il titolo abbreviato di SDS, è il primo album dei Bisca prodotto dalla Bausongs nel 1984.

## Tracce
Lato A
1. Pianterreno
2. Dott. Jekyll
3. Chi E Stato (1984)
4. Wolfman
5. Prendi Quella Gente
6. Semiotic Destroy System

Lato B
1. Collezione Primavera Estate
2. Happiness/Violence
3. English Way
4. Mix
5. Buster Keaton
6. Monk
7. ABC